# Тюфаева, Антонина Степановна
Антонина Степановна Тюфаева (1913—1996) — советский хозяйственный, государственный и политический деятель, Первый секретарь Кировского райкома КПСС, Москва. Герой Социалистического Труда.

## Биография
Родилась в 1913 году в селе Говейново. Член КПСС с 1932 года.
С 1930 года — на хозяйственной, общественной и политической работе. В 1930—1976 гг. — заведующая библиотекой в селе Рогачёво, секретарь кустового комитета ВЛКСМ, первый секретарь Дмитровского райкома ВЛКСМ, секретарь Московского комитета комсомола по работе среди женской молодёжи, инструктор в аппарате Дзержинского районного комитета ВКП(б), секретарь, заместитель председателя Дзержинского райисполкома, секретарь, первый секретарь Дзержинского райкома КПСС города Москвы, первый секретарь Октябрьского райкома КПСС города Москвы, секретарь производственно-отраслевого парткома предприятий Московской городской торговли, первый секретарь Кировского районного комитета КПСС города Москвы, секретарь Дмитровского горкома КПСС.
Указом Президиума Верховного Совета СССР от 26 апреля 1971 года «за выдающиеся успехи, достигнутые в развитии мясной и молочной промышленности» удостоена звания Героя Социалистического Труда с вручением ордена Ленина и золотой медали Серп и Молот.
Делегат XXII, XXIII и XXIV съездов КПСС.
Умерла в 1996 году.